# Людвінув (Опочинський повіт)
Людвінув (пол. Ludwinów) — село в Польщі, у гміні Славно Опочинського повіту Лодзинського воєводства.
Населення — 91 особа (2011).
У 1975-1998 роках село належало до Пйотрковського воєводства.

## Демографія
Демографічна структура станом на 31 березня 2011 року:
|          | Загалом | Допрацездатний вік | Працездатний вік | Постпрацездатний вік |
| -------- | ------- | ------------------ | ---------------- | -------------------- |
| Чоловіки | 49      | 13                 | 30               | 6                    |
| Жінки    | 42      | 12                 | 22               | 8                    |
| Разом    | 91      | 25                 | 52               | 14                   |